# Balada
Balada je srednje dolga lirsko-epska pesnitev, ki po navadi obravnava kakšen nenavaden dogodek. Zapisana je v vezani besedi (poezija) in ima notranjo zgradbo v obliki dramskega trikotnika. Praviloma so balade dramatično napete, postopno ustvarjajo temačno ozračje, ki napoveduje nesrečen konec. Pomembno vlogo v baladah igra dvogovor (dialog). V tovrstnih pesmih neredko nastopajo tudi nadnaravne sile.
V srednjem veku je bila balada v Franciji in Italiji ljudska plesna pesem, ljudske balade pa poznajo vsa ljudstva. Do danes se je ohranilo največ srednjeveških balad, ki zajemajo snov iz ljudskih bajk in pripovedk. Ljudske balade lahko delimo tudi na snov oziroma tematizirane junake (ženska, tlačanska, novelistična ...).

## Razvoj balade
Balada v prevodu pomeni plesati, korenine tovrstnega pesništva pa so v Provansi. Balada je bila namreč v srednjem veku v Franciji in Italiji lirska ljudska plesna pesem v stalni obliki. Iz Francije se je razširila naprej na Škotsko, kasneje pa se je začela širiti tudi po drugih deželah. Umetni baladi je postavil temelj nemški pesnik Gottfried August Bürger s svojo »Lenoro« leta 1773, za najboljšega pesnika francoske stare balade pa velja Francois Villon. Številne lepih balade izvirajo tudi s Poljske, iz Rusije, s Češke, Hrvaške, iz Srbije in od drugod.

### Slovenska balada
Na Slovenskem se je balada najprej razvila v ljudski poeziji. Snov je črpala iz domačih bajk in pripovedk, uporabljali pa so se tudi tuji motivi, prilagojeni domačim razmeram. Ženske balade obravnavajo različne tedanje probleme žena in deklet, kar je lepo videti v baladah kot sta »Desetnica« in »Lepa Vida«. Tlačanske balade prikazujejo trpljenje tlačanov, ki so živeli pod osovraženo gospodo. Novelistične balade obravnavajo različne ljubezenske teme, balada pa kmalu najde pot tudi v slovensko umetno pesništvo in zavzame v njem eno prvih mest. V vsaki dobi je balada dobila odlične predstavnike.

## Vrste balad
- Romantična balada je lirsko-epsko-dramska pesnitev temačnega značaja. Konec je vedno tragičen, balada pa ima živo dramatsko zgradbo. Najprej pokaže položaj in ustvari občutje, nato napetost lagodno stopnjuje in se nazadnje presenetljivo konča. Pogosto uporablja napet dialog in številna pesniška sredstva: glasovno slikanje, ponavljanje vseh vrst in druge pesniške figure. France Prešeren je mojstrsko napisal nekaj romantičnih balad, med katerimi velja omeniti balade »Povodni mož«, »Ribič« in »Prekop«.
- Realistična balada je izrazito epska pesnitev. Tukaj je zasnova kratka, sledi ji skop in nagel oris ter strm zaplet. Njen slog je zelo zgoščen. Izrazit tip realistične balade je na Slovenskem ustvaril Anton Aškerc. Njegova »Ponočna pesem« je tipičen primer realistične balade.
- Moderna balada je izrazito lirska pesnitev. Ne učinkuje več z dogajanjem, ampak le še z občutjem. Od nekdanje balade je poleg grozotnega občutja in dramatske zgodbe ostal samo še presenetljiv, tragičen konec. Tukaj je pripovedovanje še bolj zgoščeno kot pri realistični baladi in po obsegu so moderne balade prav kratke. Prvo slovensko moderno  lirsko balado je napisal Fran Gestrin (Balada o prepelici, 1893).